# Torre de Peñerudes
El Torreón de Peñerudes es una edificación medieval situada en el concejo asturiano de Morcín (España).
Está declarado Monumento Histórico y su origen se remonta a la Alta Edad Media, concretamente al siglo XII. Se encuentra a una altitud de 530 m s. n. m. sobre un montículo localizado en el costado norte del pueblo de El Campo, en la parroquia de Peñerudes. 
El torreón no se conserva muy bien y actualmente, desde hace un siglo, se encuentra en ruina pero sin mostrar signos de peligro de derrumbamiento. En el año 2020 fue incluido en la Lista Roja del Patrimonio de Hispania Nostra.

## Descripción

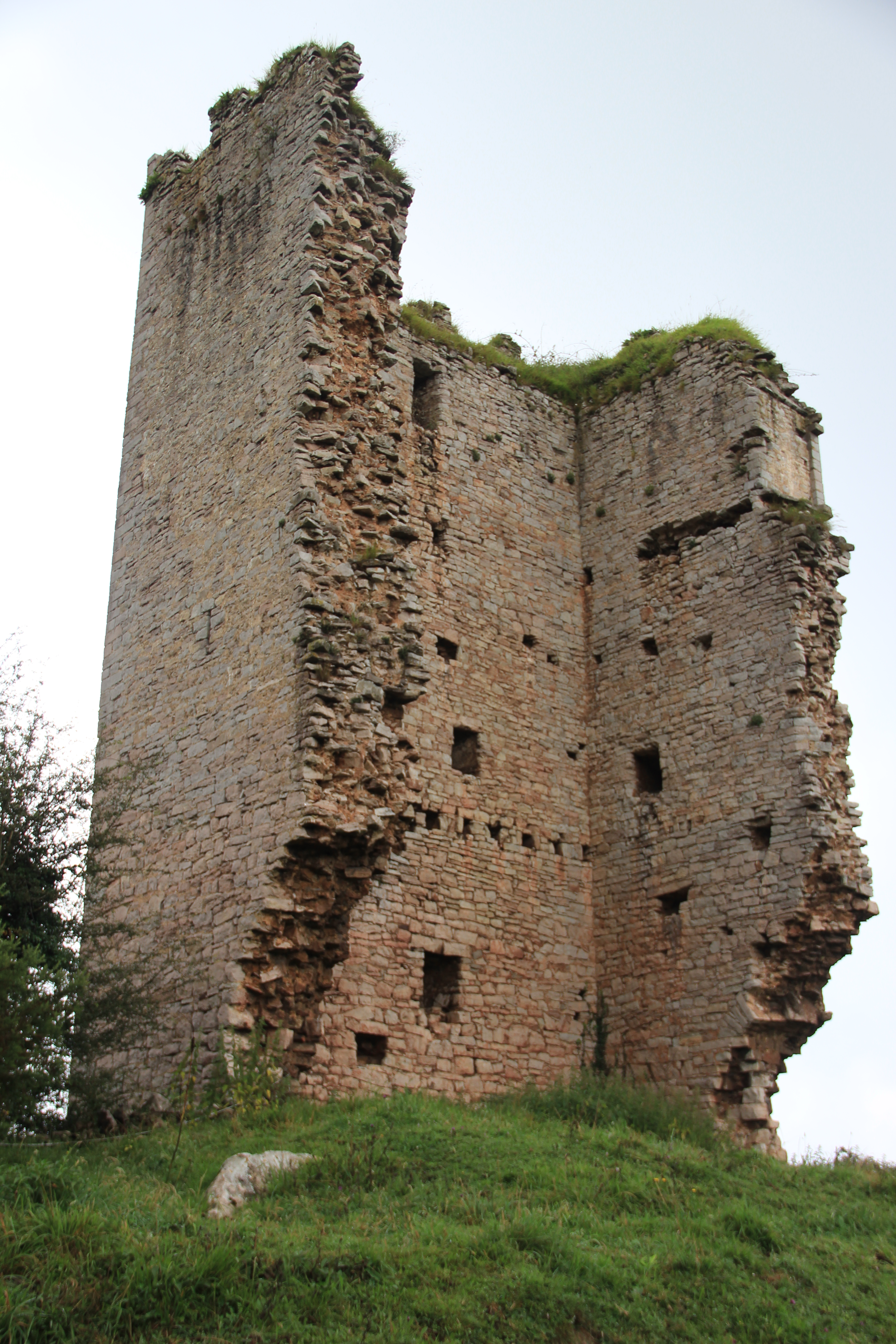
Restos de la torre

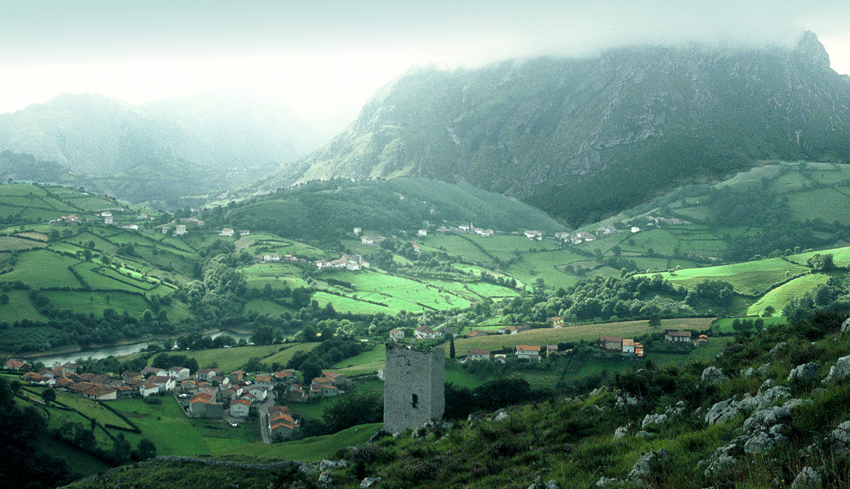
Vista estratégica del torreón

Podría ser de origen romano, reformado por el rey Ordoño I. Se menciona su existencia en el año 1378, en un documento que corresponde con el testamento del obispo Gutierre de Toledo, que lega la torre a su hermana. En el año 1387 la torre constaba en el testamento del obispo Don Gutiérrez.
En la obra de Canella y Bellmunt se lee: El Coto de Peñerudes, con su famoso Torreón y Palacio, fue comprado por Gonzalo Argüelles en 1417 por la cantidad de dos mil doblones de oro.
La torre es de planta cuadrangular, de 7,45 metros de lado y sus paredes son casi de dos metros y medio de grosor y unos 17 m de altura. El alzado consta de dos pisos que se coronan con un remate almenado. El acceso al interior se realizaba a través de dos puertas situadas en los muros oriental y meridional (la del homenaje), de las que solamente se conserva una parte del arco de la primera. Los restantes vanos son de gran angostura, de tipo saetera, salvo un balcón del primer piso. En su interior se pueden observar las huellas de los encajes de las vigas que dividían la torre en tres plantas. En cuanto a su aspecto externo, podemos indicar que le falta el frontal sur del edificio y conserva entera la pared norte y una buena parte del resto de las paredes.
Se cree que podría haber sido una antigua torre defensiva que protegía esta vía de acceso al centro del Principado, a caballo entre el río Trubia y el Nalón y que era un signo del feudalismo asturiano. El coto de Peñerudes era independiente del concejo de Morcín. Con la disolución del régimen señorial en 1827, dicho Coto se incorporará definitivamente al concejo de Morcín, adquiriendo éste el desarrollo territorial que presenta en la actualidad.
Aunque no muestra signos de derrumbamiento, su estado actual es de ruina, conservándose sólo parte de la antigua torre.